# 465 Alekto
465 Alekto eller 1901 FW är en asteroid i huvudbältet, som upptäcktes 13 januari 1901 av den tyske astronomen Max Wolf i Heidelberg. Den är uppkallad efter Alekto i den grekiska mytologin.
Asteroiden har en diameter på ungefär 73 kilometer.